# He-Man
He-Man ist die zentrale Figur der Action-Figuren-Reihe Masters of the Universe, die seit 1982 von Mattel vertrieben wird. 
He-Man erschien in zahlreichen Varianten aus verschiedenen Reihen, beispielsweise der direkten Nachfolgereihe The New Adventures of He-Man, der neu gestalteten Neuauflage von 2002 bis 2004 oder der Reihe Masters of the Universe Classics ab dem Jahr 2008. 
Begleitend zu He-Man Actionfiguren erschienen zahlreiche Comics, sechs Zeichentrick-Fernsehserien sowie Hörspiele. 1987 wurde He-Man in einer Real-Verfilmung aus dem Jahr 1987 von Dolph Lundgren verkörpert. 
Seit Anfang der 2000er-Jahre gilt der ähnlich wie Tarzan agierende und dürftig bekleidete He-Man insbesondere in Kreisen Homosexueller vor allem in den USA, wegen seiner als unterschwellig homoerotisch angesehenen Darstellung, als eine Symbolfigur für Schwule. Laut Rob David, der Vizepräsident für kreative Inhalte bei Mattel ist, fühlt sich Mattel „sehr wohl“ mit dem schwulen Publikum und dessen Wahrnehmung der Figur He-Man als schwuler Mann.

## Hintergrundgeschichten
Für He-Man wurden von Mattel zahlreiche Hintergrundgeschichten veröffentlicht. Viele von ihnen widersprechen sich und letztlich ist keine von ihnen eine allgemein gültige. Die Geschichten lassen sich in zeitliche Gruppen nach den Figurenreihen unterteilen:
- Vintage (Erstveröffentlichung in den 1980er Jahren)
- PoP (Princess of Power; She-Ra, die Schwester von He-Man)
- NA (New Adventures of He-Man)
- 200X (Neuauflage 2002)
- Classic (Neuauflage 2008 – Primär nur im Onlineshop von Mattel beziehbar)

### 198X

#### Barbarenversion
He-Man war Mitglied eines Barbarenstammes im Dschungel Eternias. Er fühlte sich berufen, die Burg Grayskull und somit Eternia vor dem Bösen zu schützen. Auf seinem Weg nach Burg Grayskull traf er auf die Zauberin (The Sorceress) von Eternia, die er vor einem Angriff eines Monsters rettete. Zum Dank gab sie ihm eine magische Rüstung, die ihm übermenschliche Kräfte verlieh, sowie eine Streitaxt und einen Schild.
Das Zauberschwert spielt hier jedoch eine andere Rolle als in der später entwickelten Geschichte He-Mans. Das Zauberschwert ist in dieser Version in zwei Hälften geteilt; eine davon wird in der Burg Grayskull und dem darin wohnenden Geist verwahrt, die andere Hälfte besitzt Skeletor. Dieser benötigt beide Hälften des Zauberschwerts, um Eternia zu erobern. Diese Version ist dem Ursprung He-Mans in der Conan-Geschichte geschuldet: Ursprünglich wollte Mattel eine Action-Figuren-Reihe zum Kinofilm Conan der Barbar herausbringen (siehe auch die Ähnlichkeit von Skeletor und Thulsa Doom). Da der Film Mattel jedoch als zu blutrünstig für Kinder erschien, entschied man sich, eine unabhängige Spielzeug-Produktlinie zu veröffentlichen. Daher änderte man die Haarfarbe des Haupthelden in blond (welche nun sehr an den 1976 erschaffenen Conan-Clon Taar erinnerte) und Geschichte und Ursprung des Helden wurden immer mehr zu der nun allgemein bekannten Version von He-Man (mit Prinz-Eisenherz-Frisur) entwickelt.
Diese Version wird in der ersten Minicomicreihe (Wave 1) erzählt.

#### Prinzenversion
Die Idee des sich mittels des Zauberschwerts in He-Man verwandelnden Prinz Adam und eines Königreichs Eternia mit König Randor und Königin Marlena an der Spitze wurde von der Zeichentrickserie entwickelt.
In den meisten Varianten spielt Adam einen feigen und faulen Prinzen, um sich stärker von He-Man zu unterscheiden. Nur die Zauberin von Grayskull, der kosmische Magier Zodak, der Hofnarr Orko vom Planeten Trolla, der Schmusetiger Cringer und Duncan aka Man-at-Arms (Waffenmeister) wissen um das Geheimnis.
Diese Version wurde praktisch in alle Medien übernommen.
Kleinere Abweichungen:
In den ersten fünf Hörspielen von Europa lebt Adam mit den anderen in Schloss Grayskull und die Burg übernimmt die Funktion des Palastes. Ab dem sechsten Hörspiel gibt es einen Palast, in dem die Königsfamilie lebt.
In einigen US-Comics war Adam ein Draufgänger und weniger tugendhaft.

### Princess of Power
Im Cartoon Princess of Power bekommt Adam/He-Man eine Schwester (Adora/She-Ra), die er aus den Klauen der Wilden Horde befreit und ihr im Verlauf des Cartoons bei der Rebellion hilft. In den anderen Medien taucht He-Man nicht weiter auf.

### Die neue Dimension
Als 198X auslief, versuchte Mattel, mit He-Man die Sci-Fi-Welle auszunutzen. Der Übergang war in den Comics, dem Cartoon und der Hörspielfolge etwas abweichend, in Bezug auf die wichtigsten Aspekte des Wechsels in He-Mans Leben aber übereinstimmend. Adam offenbart seiner Familie seine Identität als He-Man und reist in die Zukunft. Dort gibt er sich als Neffe von Meister Sebrian aus. Auf dem Planeten Primus hält er seine Doppelidentität geheim, um den bösen Mutanten keine zusätzliche Angriffsfläche zu bieten.

### 200X
Die Grundgeschichte ist wesentlich wie im Filmation-Cartoon angelegt.
He-Man ist in Wahrheit der sechzehnjährige Prinz Adam, der Sohn von König Randor (Sohn von König Miro) und Königin Marlena, den Regenten des Planeten Eternia. An seinem sechzehnten Geburtstag wird er zusammen mit seinem Mentor Duncan, auch Man-at-Arms genannt, von der Sorceress, der Zauberin und Hüterin des sagenumwobenen Schlosses Grayskull, zu ebendiesem gerufen, da sich mit Skeletor (ehemals Keldor, erstgeborener Sohn von König Miro, böser Halbbruder von Randor) eine neue Bedrohung Eternias erhoben hat. Dort übergibt sie ihm das Zauberschwert, welchem die Macht und Kraft von King Grayskull innewohnt. 
Im MYP-Cartoon wird die Verwandtschaft zu Keldor/Skeletor, welche in den Minicomis der 198X-Reihe angedeutet wird, bestätigt.

### Classic
In der Classic-Serie wird die Ahnenreihe von He-Man weiter ausgebaut. Ebenso bekommen er und seine Schwester eine epische Aufgabe, um das Universum vom Hauptschurken Skeletor zu befreien. Damit erhält He-Man eine andere Dimension im Gegensatz zu der Verteidigung von Schloss Grayskull und dem Planeten Eternia.

## Figurenvarianten von He-Man
Von He-Man erschienen 28 Varianten.
| Englischer Name        | Deutscher Name                        | Serie   | Erschienen (USA/D) |
| ---------------------- | ------------------------------------- | ------- | ------------------ |
| He-Man                 | He-Man                                | 198X    | 1982               |
| Battle Armor He-Man    | Zauberrüstung He-Man                  | 198X    | 1983               |
| Thunder Punch He-Man   | Donnerschlag He-Man                   | 198X    | 1984               |
| Flying Fists He-Man    | Flying Fists He-Man                   | 198X    | 1986               |
| Laser Power He-Man     | nur in Italien und Spanien erschienen | 198X    | 1988               |
| He-Man                 | He-Man                                | NA      | 1989               |
| Battle Punching He-Man | Battle Punch He-Man                   | NA      | 1990               |
| Thunder Punch He-Man   | Thunder Punch He-Man                  | NA      | 1992               |
| He-Man                 | He-Man                                | 200X    | 2002/2003          |
| Battle Sound He-Man    | Battle Sound He-Man                   | 200X    | 2002/2003          |
| Jungle Attack He-Man   | Lianendschungel He-Man                | 200X    | 2002/2004          |
| Smash Blade He-Man     | Smash Blade He-Man                    | 200X    | 2003/2004          |
| Samurai He-Man         | Samurai-Rüstung He-Man                | 200X    | 2003/2004          |
| Martial Arts He-Man    | Meister des Kampfsports He-Man        | 200X    | 2003/2003          |
| Ice Armor He-Man       | Ice Armor He-Man                      | 200X    | 2003/2004          |
| Mega-Punch He-Man      | Super Faust He-Man                    | 200X    | 2003/2003          |
| Shield Strike He-Man   | Tarnkämpfer He-Man                    | 200X    | 2003/2004          |
| Battle Armor He-Man    | gab es nur in den USA                 | 200X    | 2003               |
| Wolf Armor He-Man      | gab es nur in den USA                 | 200X    | 2003               |
| Snake Hunter He-Man    | Schlangen-Jäger He-Man                | 200X    | 2003/2004          |
| Snake Armor He-Man     | Schlangen-Rüstung He-Man              | 200X    | 2004               |
| Rotocast He-Man        | Mega He-Man                           | 200X    | 2003/2004          |
| He-Man                 | He-Man                                | Classic | 2008               |
| He-Man                 | He-Man vs Superman                    | Classic | 2010               |
| Battle Armor He-Man    | Battle Armor He-Man                   | Classic | 2009               |
| Thunder Punch He-Man   | Thunder Punch He-Man                  | Classic | 2012               |
| King He-Man            | King He-Man                           | Classic | 2013               |
| New Adventures He-Man  | New Adventures He-Man                 | Classic | 2013               |